# Гретель
Гре́тель (нем. Gretel) — уменьшительное немецкое имя, производное от Маргарита.

## Известные в мире Гретель

### Персоны
- Гретель Берманн (Gretel Bergmann, р.1914) — немецкая прыгунья в высоту, которой было отказано в участии в Олимпийских играх 1936 года (Берлин) из-за её еврейского происхождения.
- Гретель Эрлих (Gretel Ehrlich, р. 1946) — американская писательница-путешественник, поэтесса и эссеистка.
- Гретель Киллиен (Gretel Killeen, р. 1963) — австралийская журналистка и телеведущая.

### Фольклор
Гретель — героиня сказки братьев Гримм «Гензель и Гретель» (нем. Hänsel und Gretel). Гретель — сестричка Гензеля (полные имена детей — Иоханн и Маргарита). Из-за наступивших голодных времён родители (в другой версии — отец по приказу мачехи) оставляют брата и сестру в чаще леса, чтобы избавиться от них. В чаще дети попадают в лапы ведьме-людоедке, живущей в пряничном домике. Если Гензель проявляет смекалку, кидая в лесу наземь камешки и крошки, чтобы найти обратный путь, то Гретель в обиталище людоедки совершает поступок, требующий изрядного мужества и быстроты сообразительности — улучив момент, вталкивает ведьму в пылающую печь и захлопывает заслонку.
Гретель — героиня сказки братьев Гримм «Находчивая Гретель» (нем. Die kluge Gretel), рассудительная и хитрая служанка, любящая полакомиться хозяйскими кушаньями и вином. Не удержавшись во время жарки двух куриц от того, чтобы попробовать их, очень быстро съедает всё до крошки. Когда же приходит гость, приглашённый хозяином к ужину, она ловко выпутывается из неприятной ситуации, напугав его рассказом о сумасшествии хозяина, а хозяину доложив, что гость украл обеих куриц. Хозяин, точивший нож к ужину, выскакивает навстречу гостю прямо с ножом в руке, и гость в ужасе убегает; хозяин гонится за ним, прося вернуть «хоть одну!», а гость улепётывает, полагая, что хозяин хочет отрезать у него ухо. Служанка же, Гретель, избегает неприятностей.

### Музыка
Гретель — героиня оперы «Гензель и Гретель» (музыка — Энгельберт Хумпердинк, либретто — Адельгейд Ветте). Премьера этой созданной по мотивам сказки братьев Гримм оперы состоялась в Веймаре, 23 декабря 1893 года, под управлением Рихарда Штрауса. В России она ставилась в Мариинском театре с 24 октября 1897 года, и шла под названием «Ваня и Маша».

### Кинематограф
Гретель — герой фильма «Гензель и Гретель» (1983, реж. Тим Бёртон). Фильм японского отделения «Disney Channel» был снят в расчёте на японскую аудиторию, либо на американского зрителя, увлеченного Японией. Уникальность его в том, что демонстрировался фильм всего один раз — 31 октября 1982 года, в ночь на Хэллоуин, в столь позднее время для детского канала, что большинство зрителей его так и не увидели. Все роли в фильме исполнили японские актёры, кроме того, Гензель и Гретель по версии Бёртона — два брата, изучающие каратэ, которое и помогает им в трудный час в логове колдуна (а не ведьмы, как в классической сказке).
Гретель — героиня фильма «Охотники на ведьм» (англ. Hansel & Gretel: Witch Hunters) (2013, реж. Томми Виркола). По сюжету Гретель и её брат Гензель, перенёсшие в детстве ужасный опыт столкновения с ведьмой, спустя 15 лет становятся известнейшими охотниками на ведьм. Им предстоит найти и обезвредить появившуюся в окрестностях города Аугсбурга ведьму, которая крадёт детей для принесения их в жертву в священную для ведьм ночь Кровавой Луны. Роль Гретель исполнила Джемма Артертон.

### Прочее
«Гретель» — прогулочная яхта, построенная в середине XVIII в. по чертежам Ф. Чапмена. Благодаря удачной парусной оснастке, яхта имела хорошую скорость.
Циклон «Гретель», обрушившийся на Австралию в апреле 1985 года.